# Noseana
La noseana es un mineral de la clase de los tectosilicatos, y dentro de esta pertenece al llamado “grupo de la sodalita”. Fue descubierta en 1815 en la región volcánica de Eifel, en el estado de Renania-Palatinado (Alemania), siendo nombrada así en honor de Karl W. Nose, mineralogista alemán. Sinónimos poco usados son: nosealita, noselita o nosita.

## Características químicas
Es un alumino-tectosilicato con anión adicional de sulfato, del tipo feldespatoide, con catión sodio, hidratado. Pertenece al grupo de la sodalita de aluminotectosilicatos con cationes adicionales.

## Formación y yacimientos
Se forma en fonolitas —rocas volcánicas alcalinas— deficientes en sílice.
Suele encontrarse asociado a otros minerales como: sanidina, mica, leucita, magnetita, ilmenita, titanita o zircón.